# Automolis invaria
Automolis invaria är en fjärilsart som beskrevs av Walker 1856. Automolis invaria ingår i släktet Automolis och familjen björnspinnare. Inga underarter finns listade i Catalogue of Life.